# Zgromadzenie Narodowe Władzy Ludowej
Zgromadzenie Narodowe Władzy Ludowej – jednoizbowy parlament Republiki Kuby. Zgodnie z konstytucją jest najwyższym organem władzy państwowej. Jako jedyny organ w państwie posiada uprawnienia ustawodawcze i konstytucyjne. W jego skład wchodzi 470 deputowanych wybieranych na 5 lat. Ostatnie wybory przeprowadzono 26 marca 2023.
Zgromadzenie obraduje na dwóch kilkudniowych sesjach w ciągu roku. W okresie międzysesyjnym Zgromadzenie jest reprezentowane przez Radę Państwa – organ, który reprezentuje Izbę w okresie międzysesyjnym i wykonuje jego uchwały.
Deputowani powołują komisje, w których prowadzone są prace legislacyjne w okresie międzysesyjnym.

## Prezydium
Na czele Zgromadzenia stoi prezydium. W jego skład wchodzi przewodniczący, wiceprzewodniczący i sekretarz Zgromadzenia, wybrani na pierwszej sesji spośród deputowanych. 
X legislatura wybrała na te funkcje kolejno Esteban'a Lazo Hernández'a, Ane Maríe Marí Machado oraz Homero Acosta Álvarez'a.

## Uprawnienia
Zgodnie z konstytucją Kuby Zgromadzenie jest jedynym organem posiadającym uprawnienia ustawodawcze i konstytucyjne. 
Zgromadzenie wybiera: 
- prezydenta i wiceprezydenta Kuby;
- Radę Państwa;
- na wniosek prezydenta Kuby, premiera, wicepremierów i ministrów;
- prezesa Sądu Najwyższego i jego sędziów, Prokuratora Generalnego i jego zastępców, członków Krajowej Rady Wyborczej. Ma również prawo odwołania wybranych przez siebie osób.

Do zadań Zgromadzenia należy:
- zmienianie konstytucji
- interpretowanie konstytucji i ustaw
- uchwalanie ustaw
- kontrolowanie zgodności z prawem dekretów prezydenta
- ratyfikowanie dekretów Rady państwa
- całkowite lub częściowe uchylenie dekretów z mocą ustawy, dekretów prezydenckich, dekretów, porozumień i ogólnych postanowień, które są sprzeczne z Konstytucją lub ustawami;
- całkowite lub częściowe uchylenie zarządzeń zgromadzeń miejskich Władzy Ludowej, które naruszają Konstytucję, ustawy, dekrety z mocą ustawy, dekrety prezydenckie, dekrety i inne postanowienia wydane przez organ hierarchicznie nadrzędny lub które wpływają na interesy innych miejscowości lub gmin kraju;
- zatwierdzanie budżetu państwa i monitorowanie jego przestrzegania;
- prowadzenie polityki monetarnej;
- ustanawianie podatków;
- wypowiadanie wojny i zatwierdzanie traktatów pokojowych;
- wprowadzanie podziału administracyjnego kraju;
- ocena rocznych sprawozdań przedstawianych przez Radę Państwa, Prezydenta Republiki, Premiera, Radę Ministrów, Sąd Najwyższy Ludowy, Prokuratora Generalnego Republiki oraz organizacje Centralnej Administracji Państwa, a także rządów prowincji;
- udzielanie amnestii;
- sprawowanie najwyższego poziom nadzoru nad organami państwa;